# Cacia vanikorensis
Cacia vanikorensis là một loài bọ cánh cứng trong họ Cerambycidae.